# David Doesn't Eat
David Doesn't Eat je skladba německé skupiny Scooter z alba The Big Mash Up z roku 2011. Jako singl vyšla píseň v roce 2011.

## Seznam skladeb
1. David Doesn't Eat – (3:39)
2. David Doesn't Eat (Eric Chase Remix) – (5:24)